# 松本克平 (医師)
松本 克平（まつもと かっぺい、1955年7月16日 - ）とは、日本の麻酔科医。学位は医学博士。
麻酔科医としての専門は、心臓麻酔、胸部・肺麻酔。
麻酔科医ハナの監修者。作家としても書籍を著している。

## 年譜
- 1973年 東京都立国分寺高等学校卒業[1]
- 1982年 埼玉医科大学卒業[4]
- 1991年 東京女子医科大学より医学博士の学位を取得[2]
- （時期不明）東京女子医科大学医学部准講師[4]
- （時期不明）日本麻酔科学会指導医に認定される[4]

## 著書
- 松本克平『麻酔じかけの翼』彩図社〈ぶんりき文庫〉、2006年。ISBN 4883925706。
- 松本克平『麻酔歌学教室の午後のシエスタ』健友館、2003年。ISBN 4773707771。
- 松本克平『逆向きの翼―自分が壊れていく薬』彩図社〈ぶんりき文庫〉、2002年。ISBN 4883922847。
- 松本克平『麻酔じかけのインフォームドコンセント』鳥影社、2002年。ISBN 4886296947。
- 松本克平『麻酔じかけのパイナップル』文芸社、2001年。ISBN 4835527291。

### 麻酔科医ハナ
- なかお白亜・松本克平（監修）『麻酔科医ハナ』 双葉社〈アクションコミックス〉、既刊6巻（2017年1月28日現在）
  1. 2008年6月28日発売、ISBN 978-4-575-83504-5
  2. 2009年8月28日発売、ISBN 978-4-575-83661-5
  3. 2011年4月28日発売、ISBN 978-4-575-83901-2
  4. 2012年10月27日発売、ISBN 978-4-575-84146-6
  5. 2015年2月27日発売、ISBN 978-4-575-84578-5
  6. 2017年1月28日発売、ISBN 978-4-575-84919-6